# Réverbère

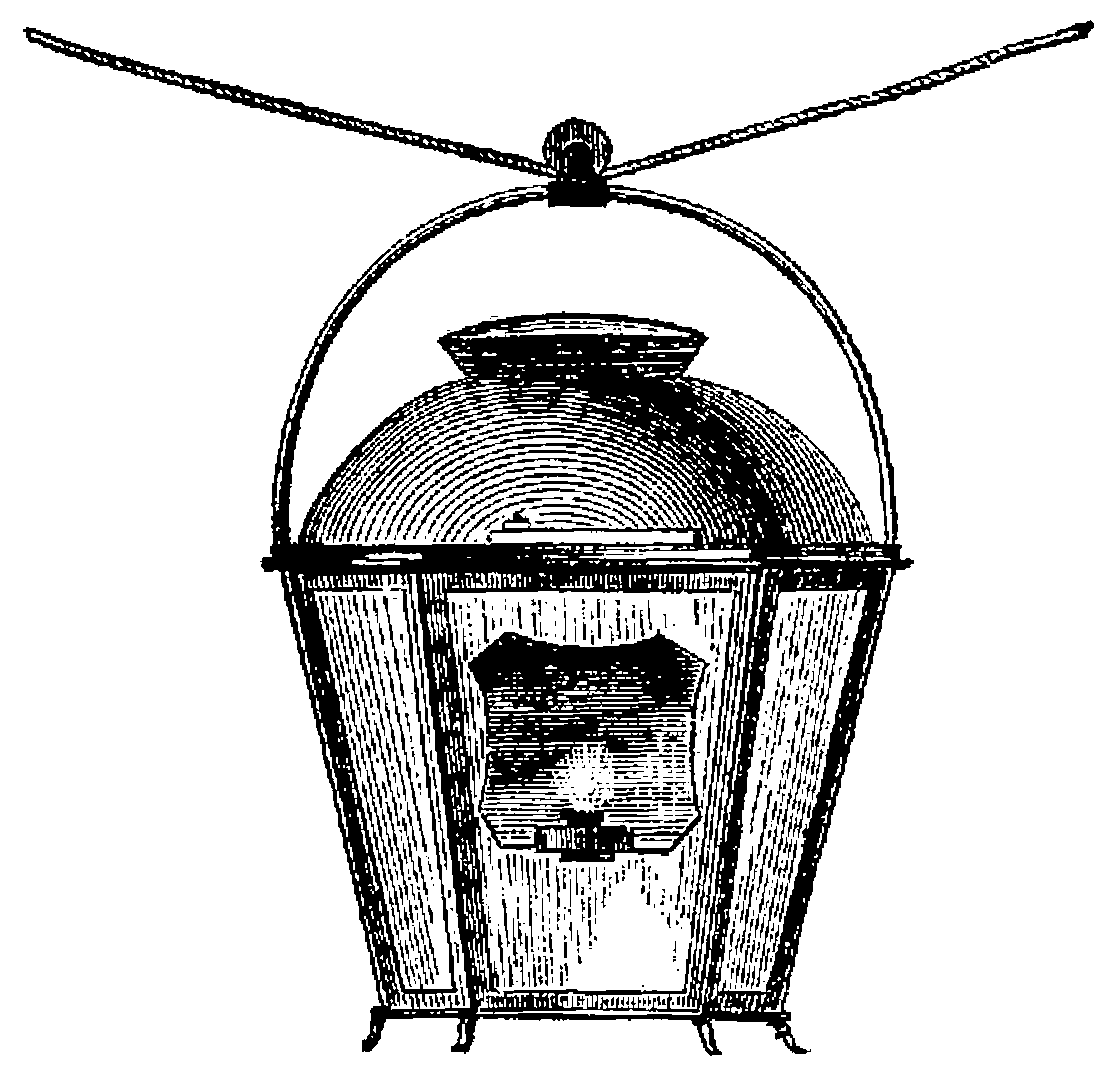
Le réverbère est une lanterne à huile inventée en 1744 par Bourgeois de Chateaublanc, avec la collaboration de l'abbé Matherot de Preigny. Il est composé d'une armature, d'un bec à huile et de réflecteurs métalliques qui réverbèrent la ou les flammes. Posée en série à Paris à partir de 1766 cette lanterne d'éclairage public remplaça avantageusement les lanternes à chandelles mises en place dès 1667. L'éclairage qu'elle fournit est jugé équivalent à 30 chandelles.

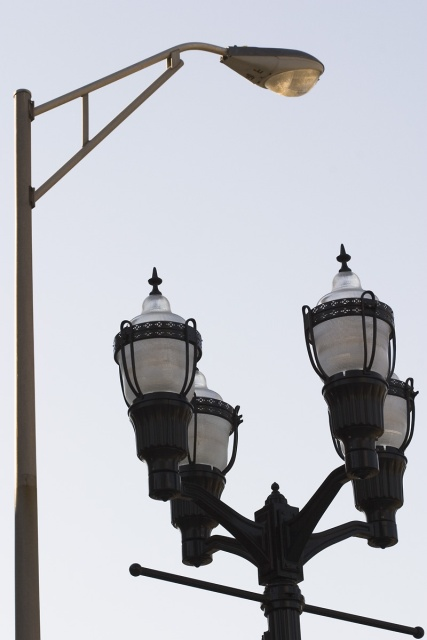
Réverbères de style moderne et antique, à Nashville au Tennessee.

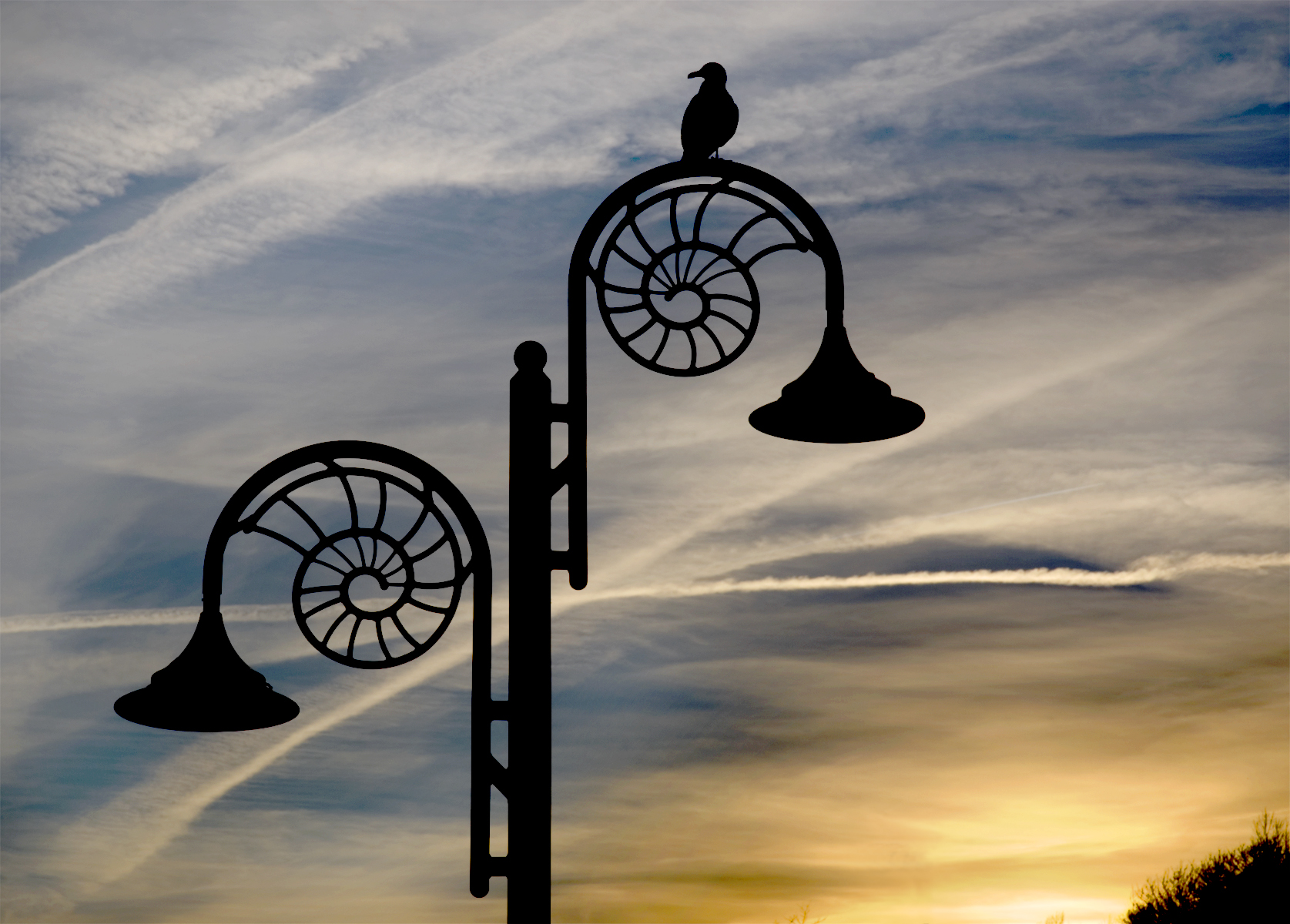
Un réverbère à Lyme Regis au Royaume-Uni.

Un lampadaire, ou réverbère, est un dispositif d'éclairage public placé en périphérie des voies de circulation publiques et qui s'allume le soir.
Si l'on veut que sa lumière n'éblouisse pas les usagers de la voie publique (piétons ou usagers motorisés) la source d'éclairage des réverbères se doit d'être la plus haute et la plus directionnelle (vers le bas) possible ; cependant, la diminution du nombre de réverbères pour raisons économiques (et donc l'augmentation de leur espacement) peut obliger à contrevenir à cette règle,.
Certains réverbères sont munis de photodétecteurs qui les allument automatiquement au crépuscule ou lorsqu'il fait sombre et qui les éteignent à l'aube ou lorsqu'il fait clair.

## Étymologie
Son synonyme, le mot « lampadaire » provient des lampades. Dans la mythologie grecque, ces nymphes servaient Hécate. Les lampades portaient des torches desquelles émanait un halo de lumière.
Le mot « réverbère » vient du Latin reverbero (« frapper »), la lumière de la lampe y étant amplifiée par des miroirs. La lumière vient « frapper » l'intérieur en miroir du réverbère et est donc dirigée vers la chaussée qu'elle peut éclairer plus fortement. Ce système est une innovation qui a donné aux lampadaires le nom de réverbère.

## Histoire
L'usage des réverbères en tant qu'éclairage public date de la fin du XVIIIe siècle, bien avant l'introduction de l'électricité. En 1766, les premiers d'entre eux viennent remplacer à Paris les lanternes éclairées par des chandelles. Ils sont alors alimentés avec de l'huile de colza épurée, quelquefois additionnée d'huile de cameline ou d'huile de chanvre pour en abaisser le point de gel. Quelques années plus tard, en 1818, ils sont peu à peu remplacés par des réverbères à gaz. Il s'agissait de réverbères à gaz qu'il fallait allumer manuellement chaque jour. En 1825, Bruxelles fut la première ville d’Europe éclairée au gaz. Sont apparus plus tard avec le progrès les lampadaires fonctionnant à l'électricité ou lampadaires au sodium. Une référence intéressante se trouve dans le récit poétique du Petit Prince de Saint Exupéry, qui rencontre sur une planète minuscule l'Allumeur de réverbère ; la planète tourne si rapidement que l'Allumeur de réverbère doit sans cesse allumer et éteindre le réverbère dont il a la responsabilité.
En 2010, une expérimentation, concluante, d'alimentation d'un réverbère avec des déjections canines a eu lieu à Cambridge (Massachusetts).

## Innovations
Depuis quelques années, les réverbères sont en plein développement grâce notamment au développement des énergies renouvelables. Ainsi les lampadaires solaires et d'autres lampadaires hybrides, intégrant des petites éoliennes et des panneaux solaires photovoltaïques sont régulièrement installés. Ceci permet de réduire considérablement le coût de l'éclairage public et de proposer un éclairage respectueux de l'environnement[non neutre]. De plus, ces lampadaires constituent un outil de communication très visible et performant.

## Formes
Plus les siècles passent, plus de nouveaux modèles de lampadaires apparaissent. Cela varie également avec les endroits qu'ils éclairent. Voici les différentes formes de lampadaires les plus courantes de nos jours :
- Lampadaires sphériques
- Lampadaires coniques (rares)
- Lampadaires chapeaux (rares)
- Lampadaires design
- Lampadaires tubes

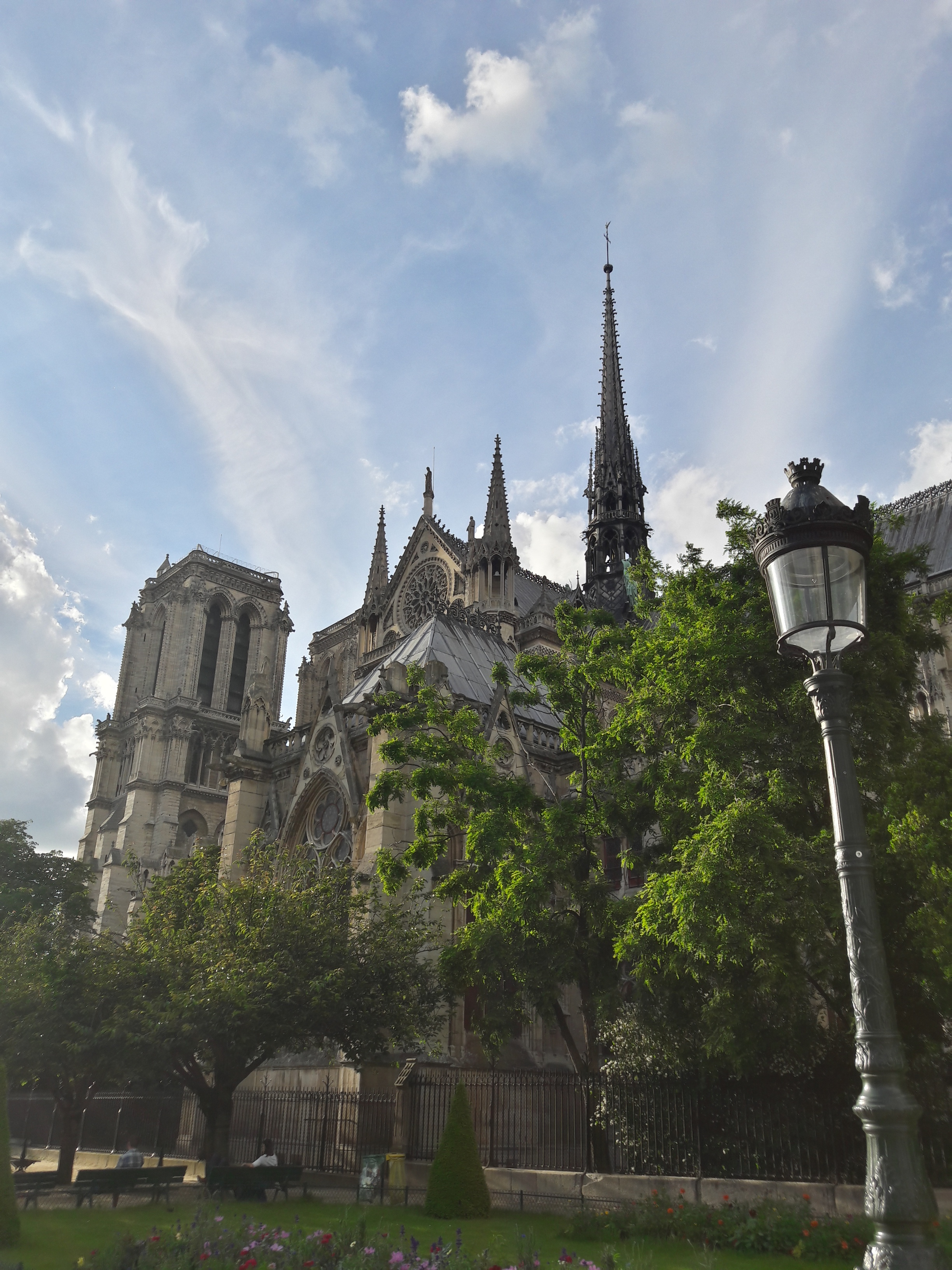
Réverbère à Paris
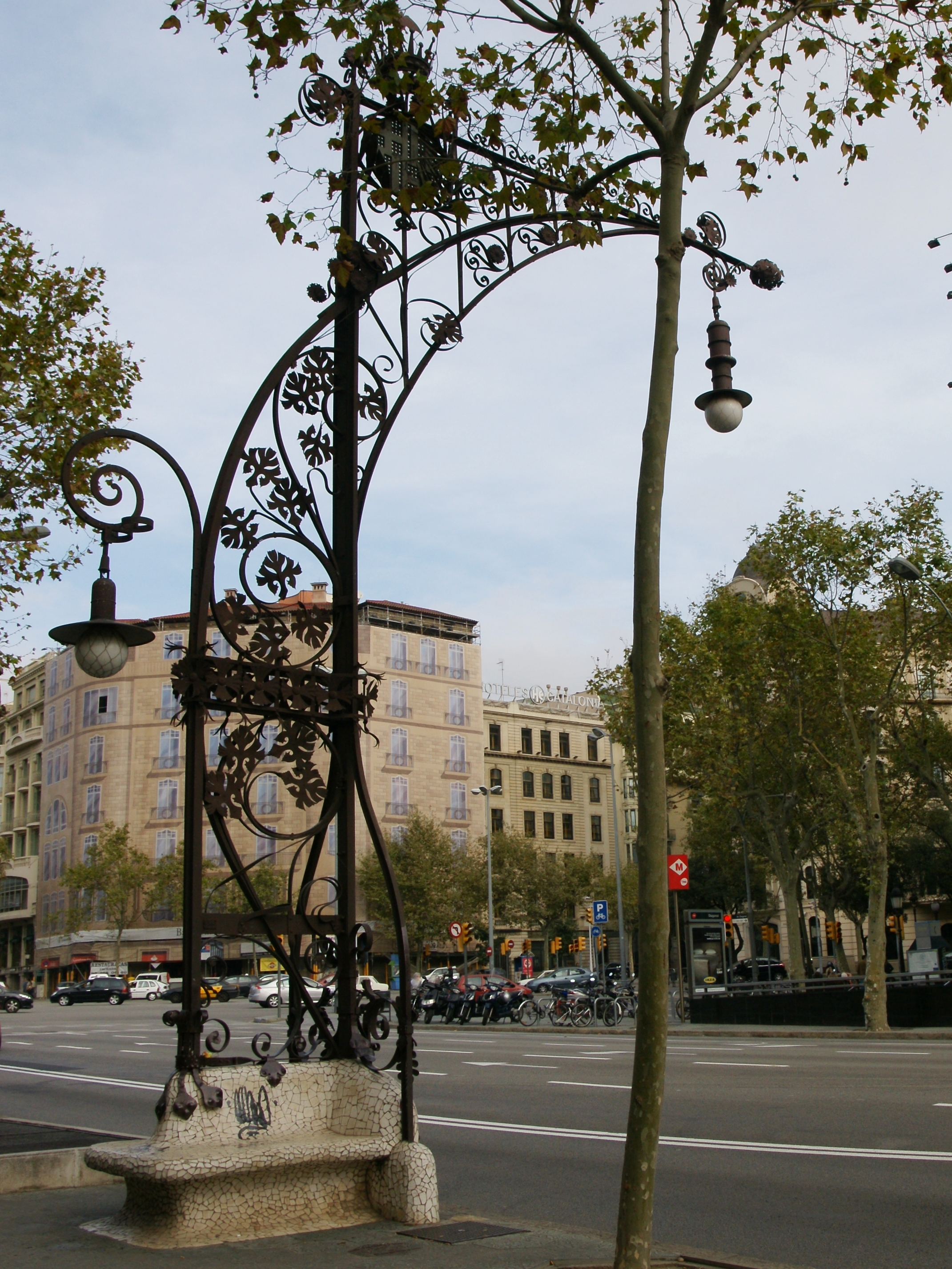
Lampadaire moderniste à Barcelone (1906)
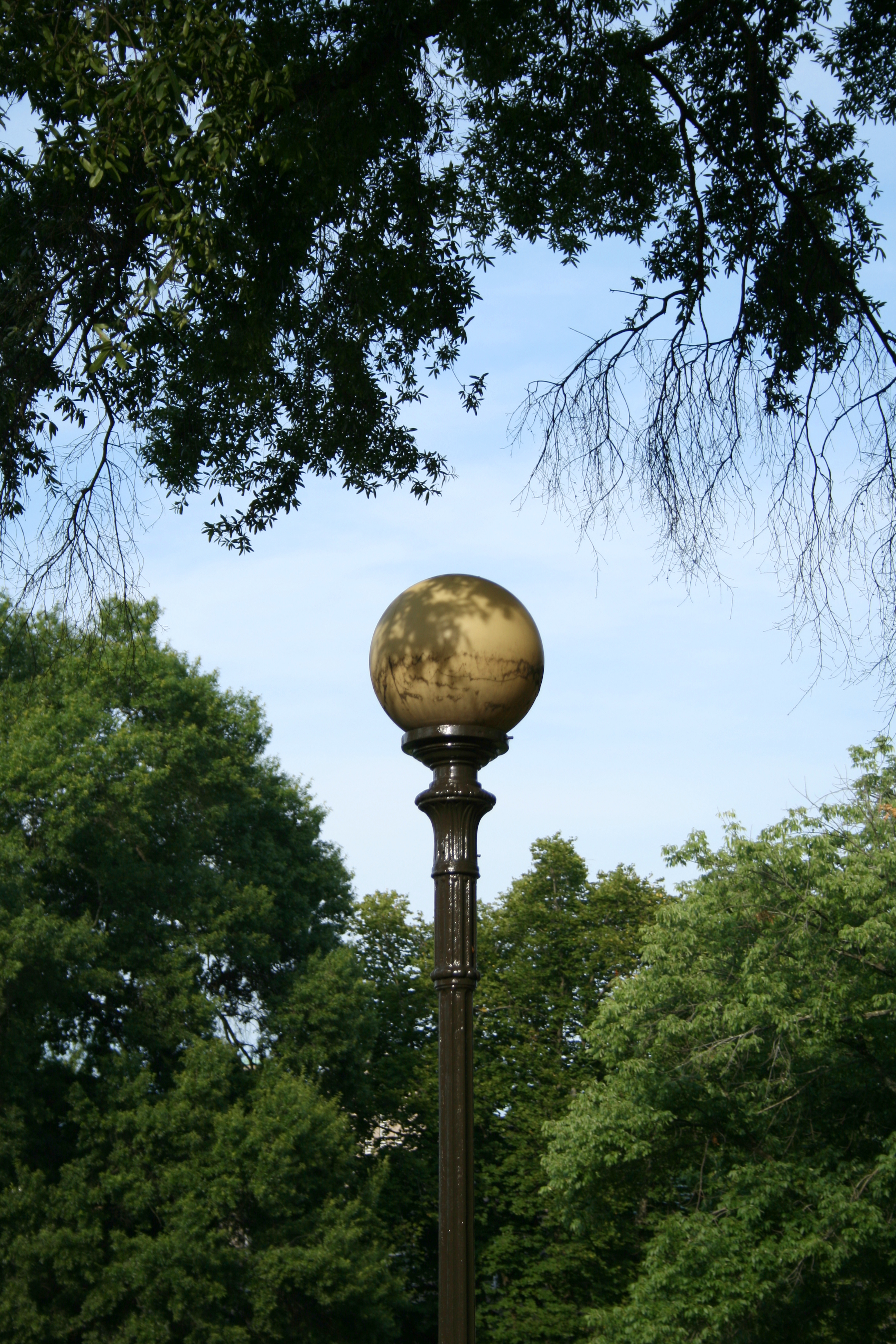
Un lampadaire sphérique (États-Unis)
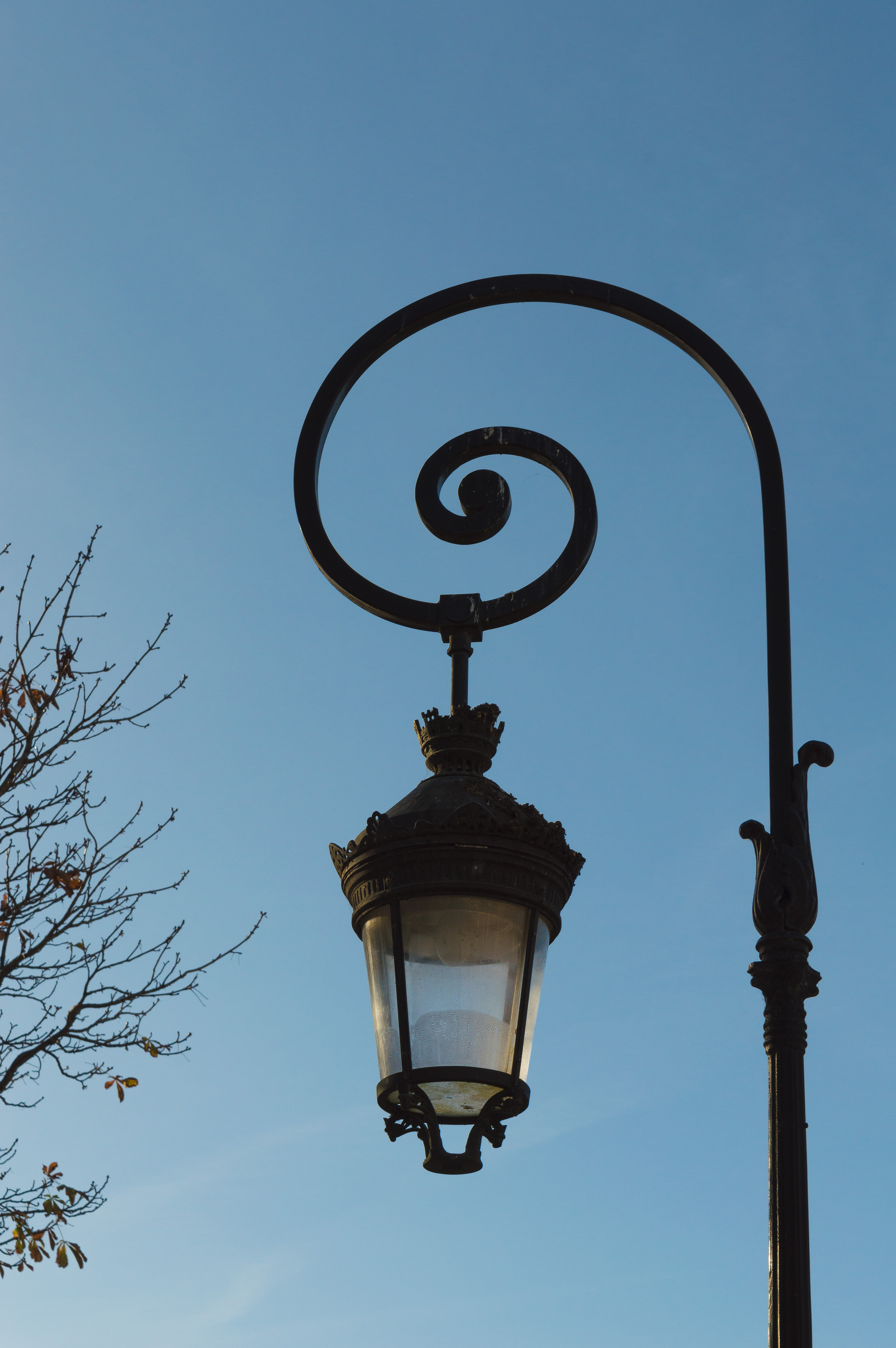
Réverbère suspendu de Paris
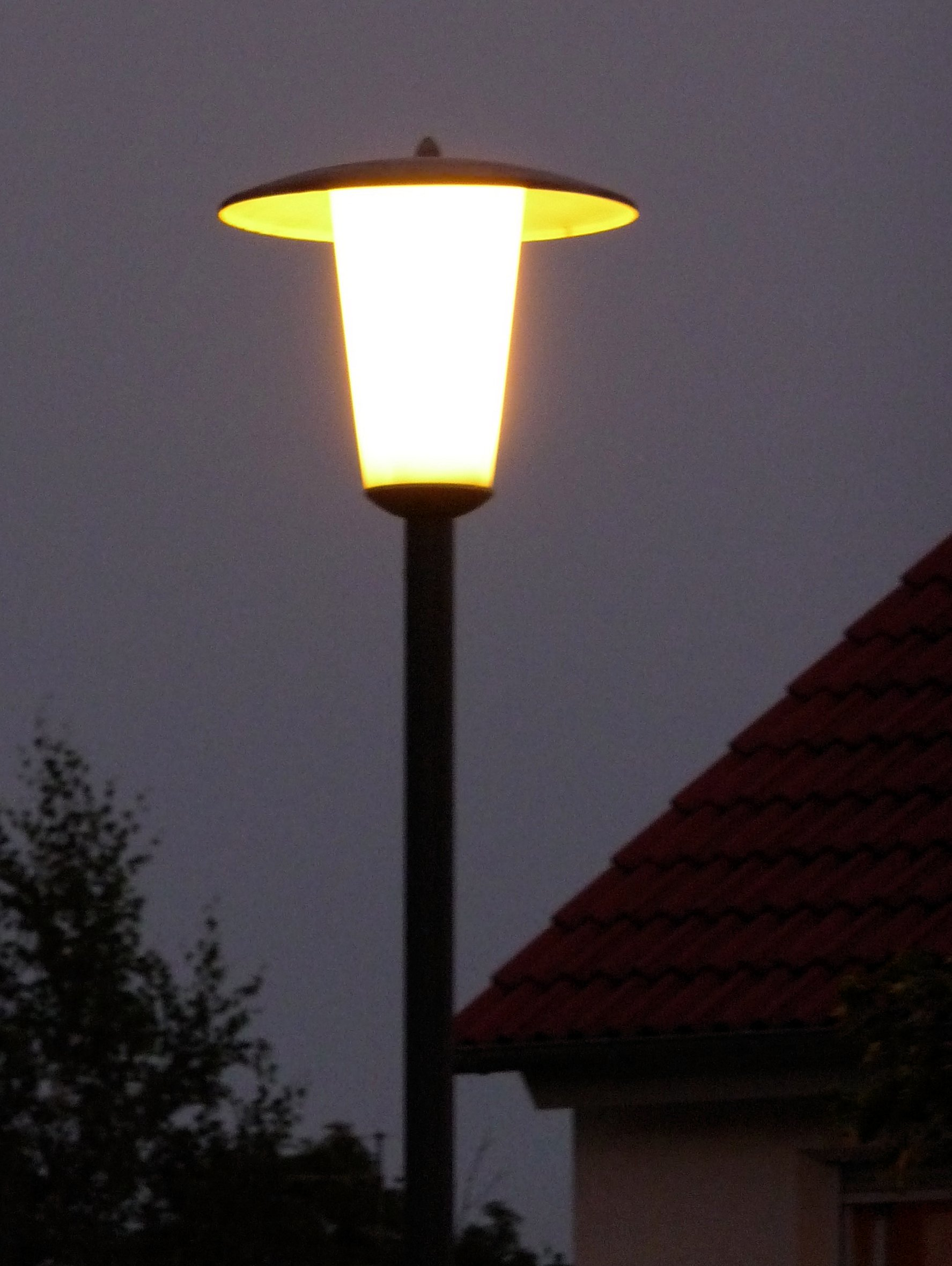
Un lampadaire chapeau (Allemagne)
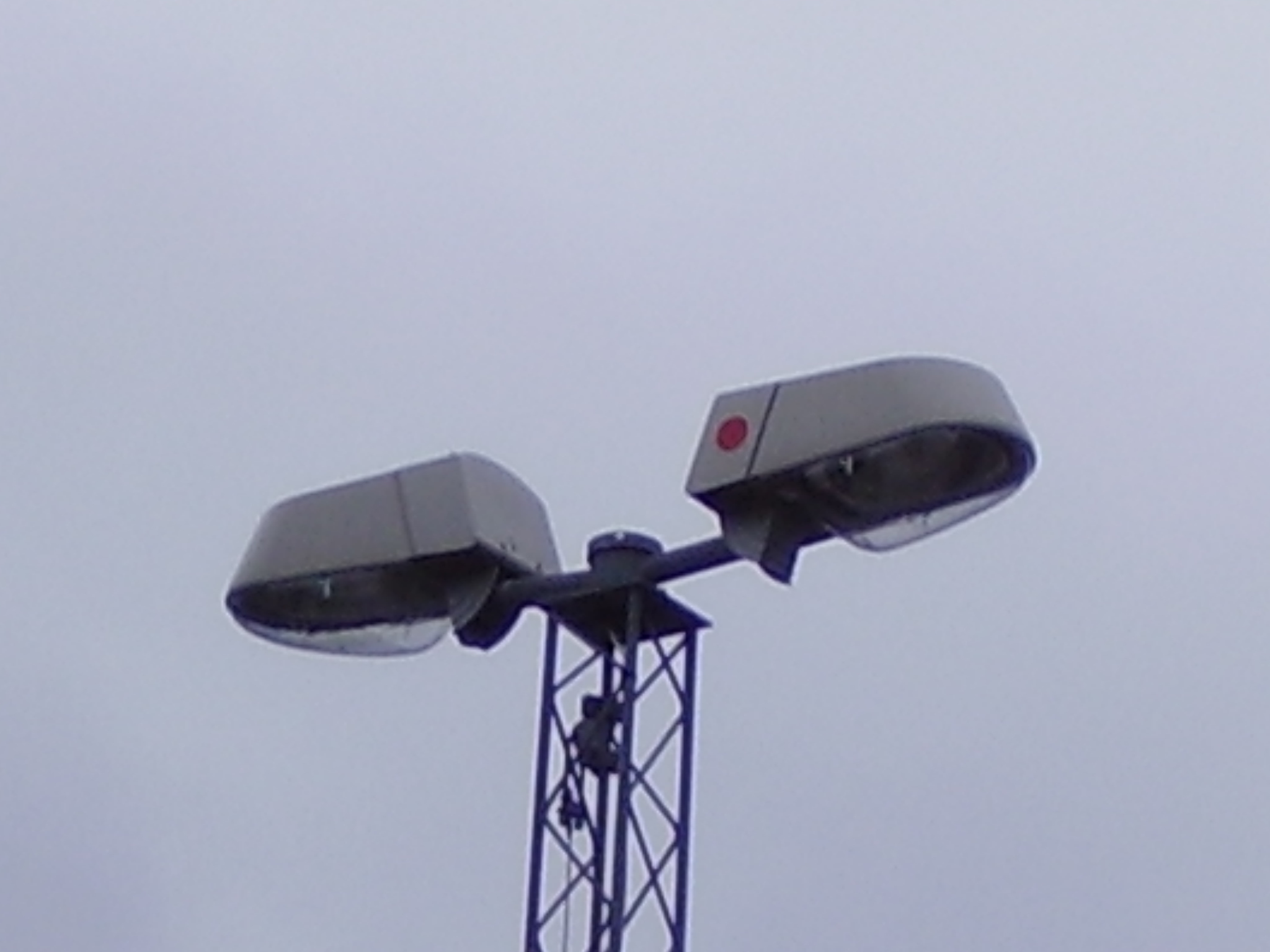
Deux lampadaires design (Suède)
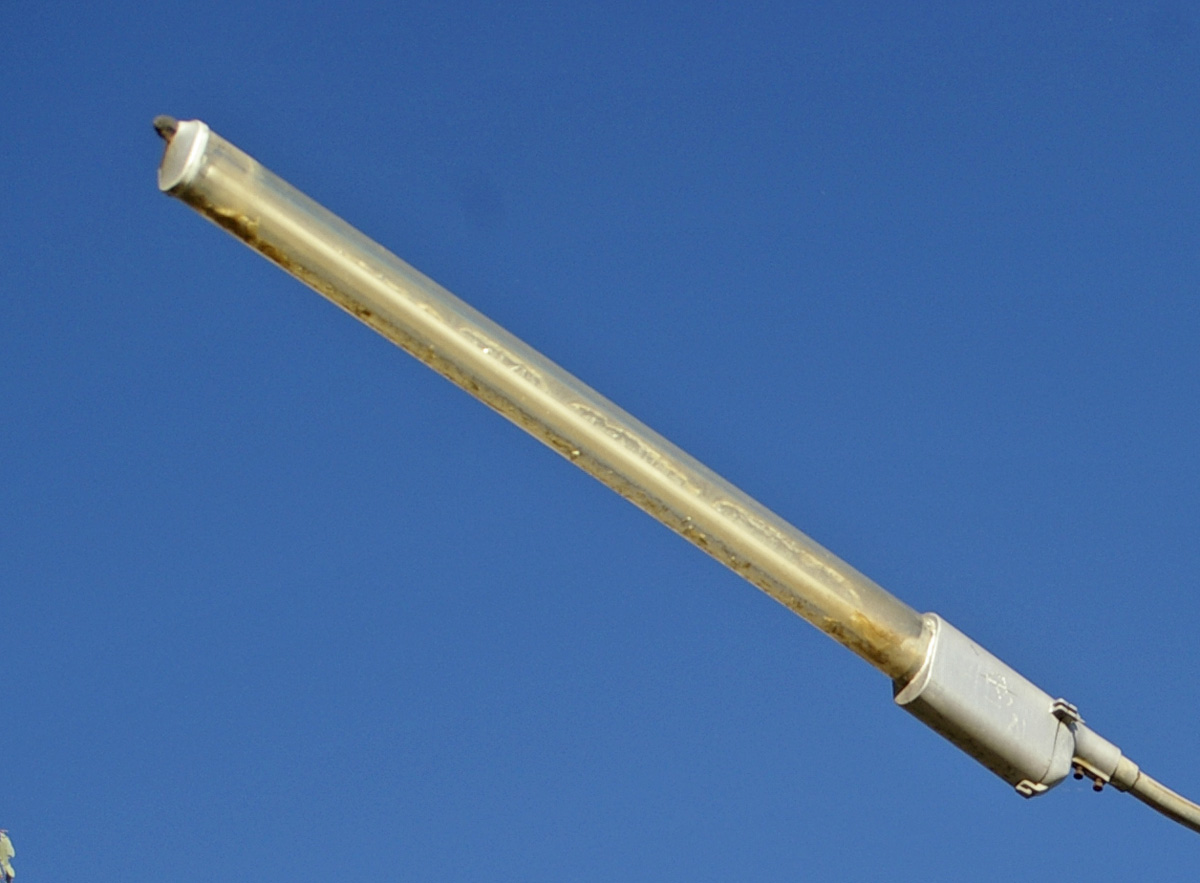
Un lampadaire tube (Australie)
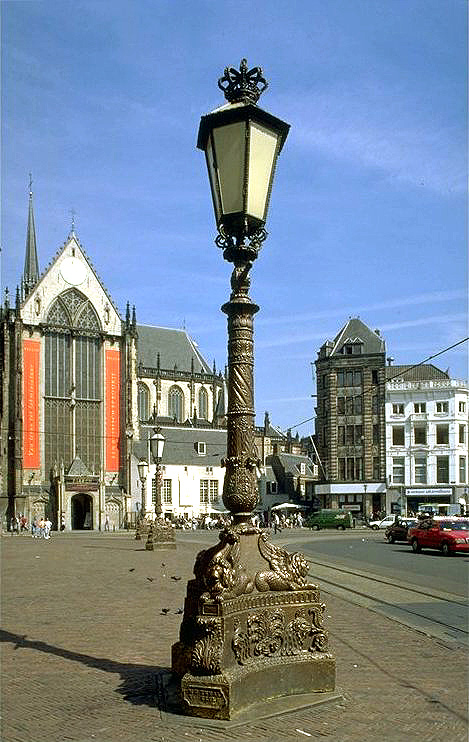
Un lampadaire conique (Pays-Bas)
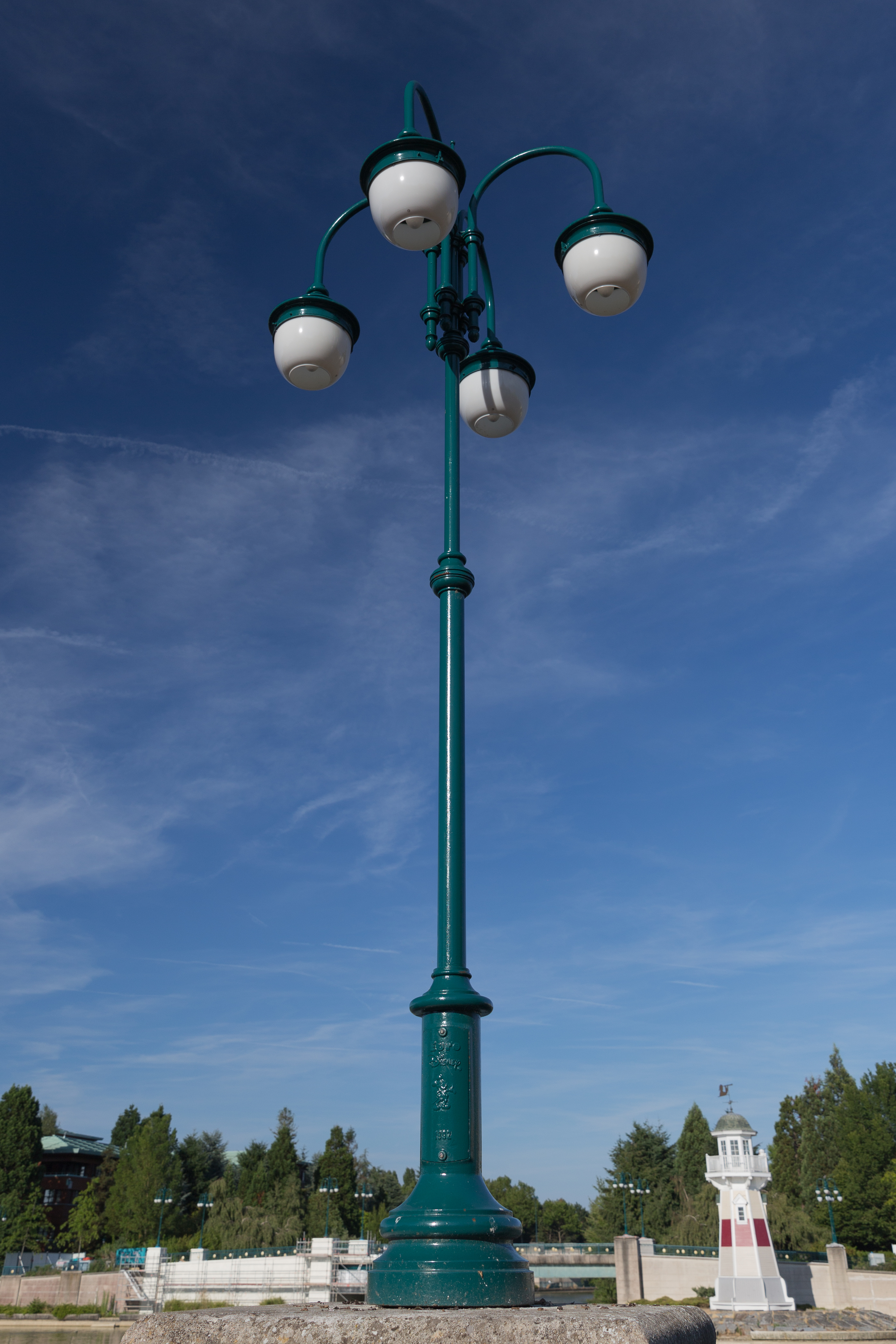
Réverbère à Disneyland, Paris
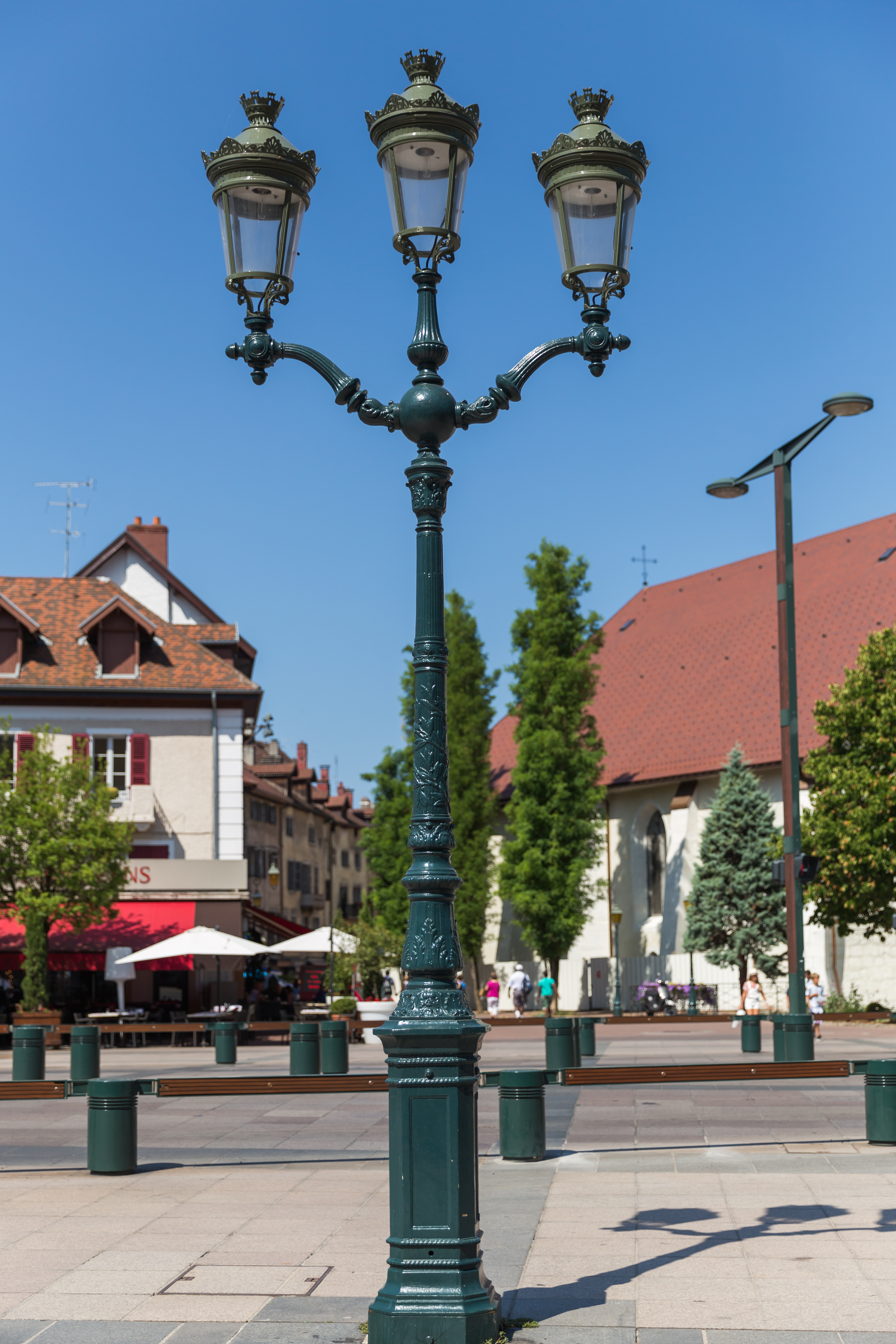
Réverbère à Annecy, France
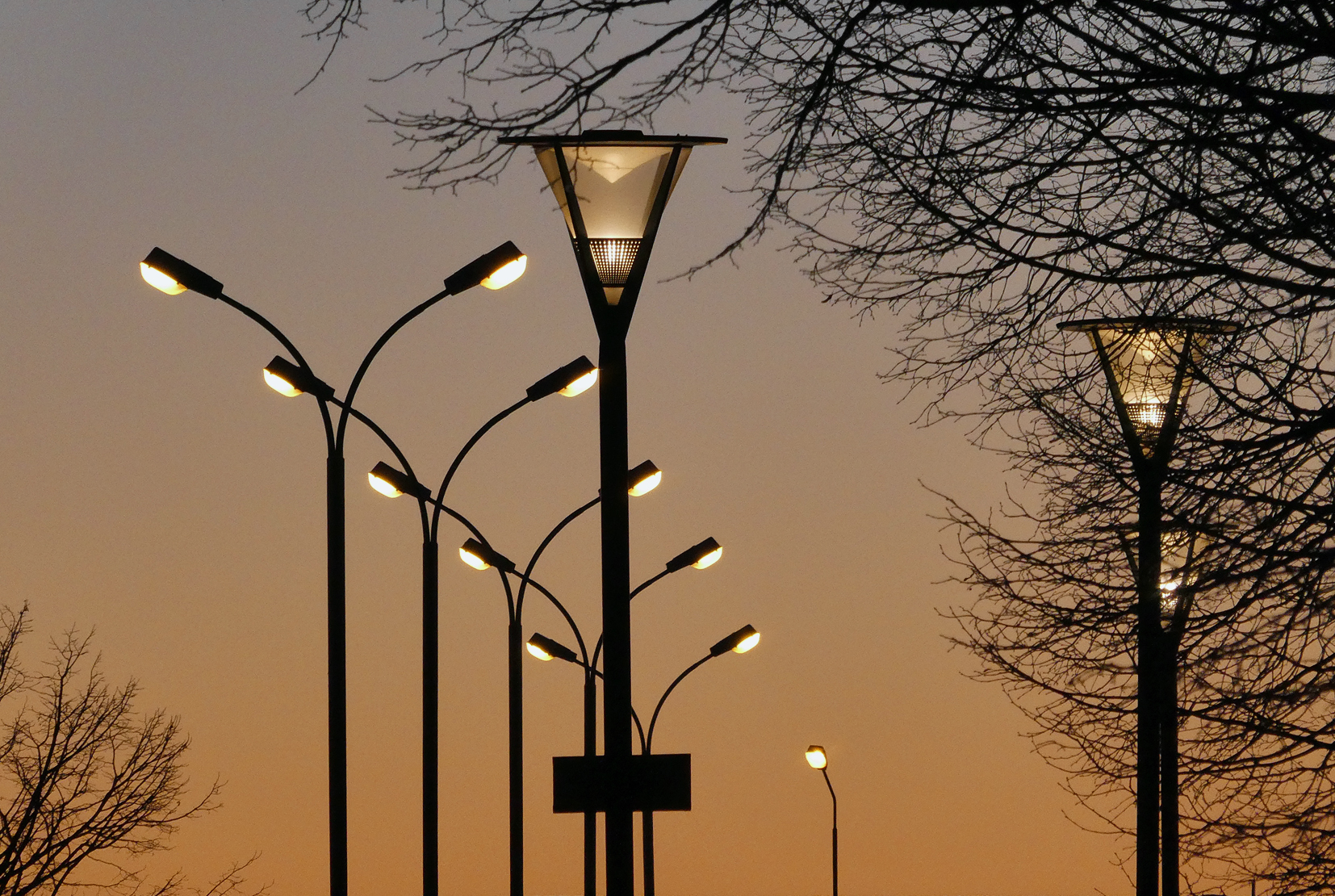
Lampadaire extérieur. Ystad.

## Pollution lumineuse
Dans les zones urbaines, les réverbères, surtout les plus anciens ou moins bien conçus, entraînent une pollution lumineuse qui cache les étoiles et interfère avec l'astronomie. De nos jours, certains fabricants consciencieux offrent des luminaires dont la lumière est mieux distribuée, réduisant ainsi la pollution lumineuse.
La pollution lumineuse perturbe également le cycle naturel de croissance des plantes et présente de forts impacts sur certaines espèces animales (insectes notamment).

## Effet réverbère
L'effet réverbère (en) est la parabole de l’ivrogne qui cherche ses clés la nuit dans la rue. Il sait les avoir perdues ailleurs mais il les recherche sous le réverbère car c’est le seul endroit éclairé de la rue. L’analogie dans le monde du management ou de la recherche est un biais d'observation donnant une importance disproportionnée aux événements qui se quantifient au détriment de ceux qui se mesurent mal.